# 김종묵
김종묵(1928년 10월 15일 ~ 1953년 7월 13일)은 대한민국의 군인으로, 한국 전쟁 당시 금성 전투에서 크게 활약했다.
황해도 연백에서 태어났다. 1950년 국민대학교를 졸업하였다. 1952년 7월 갑종 23기로 임관해 1953년 휴전 협정이 얼마 남지 않는 시점에서 7월 13일 중공군 제67사단 20사단이 화천을 공격하기 위해 대공세를 펼치자 금성 전투에 참전했다.
이때 제6사단 19연대 1중대 1소대장으로 금성 남쪽 407고지에서 2개 중대 규모의 중공군과 싸우며 백병전을 치르고 왼쪽 어깨 관통상을 입고도 끝까지 싸우다 과다출혈로 전사했다.
사후 을지무공훈장이 추서되었다.